# Hymenodictyeae
Hymenodictyeae es una tribu de plantas perteneciente a la familia Rubiaceae.

## Géneros
Según NCBI
- Hymenodictyon - Paracorynanthe[1]